# Isla Margarita
Die Isla Margarita ist eine karibische Insel, die zum Staatsgebiet Venezuelas gehört. Sie ist Teil der Kleinen Antillen. Sie bildet den Hauptteil des Bundesstaates Nueva Esparta. Auf ihr liegt auch die Hauptstadt des Bundesstaates, La Asunción mit seiner Kolonialkirche und dem Fort Santa Rosa. Größte Stadt ist Porlamar.
Die Fläche der Insel beträgt 956,8 km².

## Geschichte
Vor der Ankunft der Europäer bewohnten die Guaiqueri, Nachfahren der Kariben und Arawaks die Insel, welche sie Paraguachoa nannten (das bedeutet Ort mit reichen Fischgründen); siehe auch Präkolumbische Kulturen.
Während seiner dritten Entdeckungsreise entdeckte Christoph Kolumbus im August 1498 die Insel und benannte sie nach dem massiven Perlenvorkommen (Margarita heißt „Perle“). Laut Überlieferung „entdeckten“ ihn die Perlenfischer der Eilande und sollen die Spanier reich beschenkt haben.
Um 1560/1561 herum wurde die Insel kurz von dem Spanier Lope de Aguirre heimgesucht, welcher der Spanischen Krone abgesagt hatte und auf der Insel eine 40 Tage währende Schreckensherrschaft errichtete. Zu dieser Zeit wurden viele, Aguirres Meinung zufolge, unzuverlässige Soldaten und ein Großteil der einheimischen Bevölkerung umgebracht.
2006 war die Isla de Margarita ein beliebtes Urlaubs- und Reiseziel in der Südkaribik, wobei ein Großteil der Touristen Deutsche und Holländer waren. In den frühen 2010er-Jahren besuchten bis 3 Millionen Touristen jährlich die Insel. Touristisch sind die Strände Playa el Agua und Playa Parguito im Nordosten gut erschlossen. Sehenswert ist die Laguna de la Restinga und auch die wüstenhafte, kaum besiedelte Halbinsel Macanao (beides im Westen). Im Süden befindet sich in El Yaque ein Windsurf-Revier. Nach einem Zusammenbruch des Tourismus durch die Covid-Pandemie waren im September 2021 Charterflüge nach Moskau begonnen worden. 10.000 Russen besuchten Ilsa Margarita bis zum Russischen Einfall in die Ukraine Ende Februar 2022. Die inzwischen marode Infrastruktur wurde wieder etwas verbessert. Der Tageslohn eines Kellners hatte 2022 einen Dollar betragen. Im Januar 2023 legte erstmals nach rund 15 Jahren ohne Kreuzfahrt-Tourismus wieder ein Kreuzfahrtschiff auf der Isla Margarita an.
Fähranschluss besteht unter anderem vom Inselhafen Punta de Piedras nach Puerto de la Cruz auf dem Festland.

## Größere Städte

### Porlamar
Der Südosten ist das am dichtesten besiedelte Gebiet der Isla Margarita. Dort befindet sich die größte Stadt der Insel, Porlamar, die als wirtschaftliches Zentrum von Margarita gilt. Das Zentrum der Stadt hat enge Gassen und Straßen mit kleinen Läden. Die elegantesten Läden befinden sich in den im 45°-Winkel zueinander verlaufenden Hauptstraßen Avenida Santiago Mariño und 4 de Mayo. Weitere Einkaufsmöglichkeiten sind der Mercado de Conejero im Westen sowie das Einkaufszentrum Centro Sambil im Norden. Östlich, wo die Stadt sich ausbreitet und vergrößert, gibt es moderne Hauptstraßen und umfangreiche Wohnbezirke. Hier wurde 1919 der Komponist Inocente Carreño geboren. Porlamar hat einen eigenen internationalen Flughafen Isla de Margarita.

### Pampatar
Östlich von Porlamar befindet sich Pampatar, ein kleinerer Ort mit schöner Strandpromenade, vielen Restaurants und ca. 35.000 Einwohnern.

### Juan Griego
Eine Kleinstadt im Norden der Insel Margarita mit vielen kleinen Läden, einigen Restaurants direkt am Strand, und einem kleinen Einkaufszentrum. Juan Griegos Strände sind wegen der dort sichtbaren Sonnenuntergänge sehr beliebt.

## Bilder

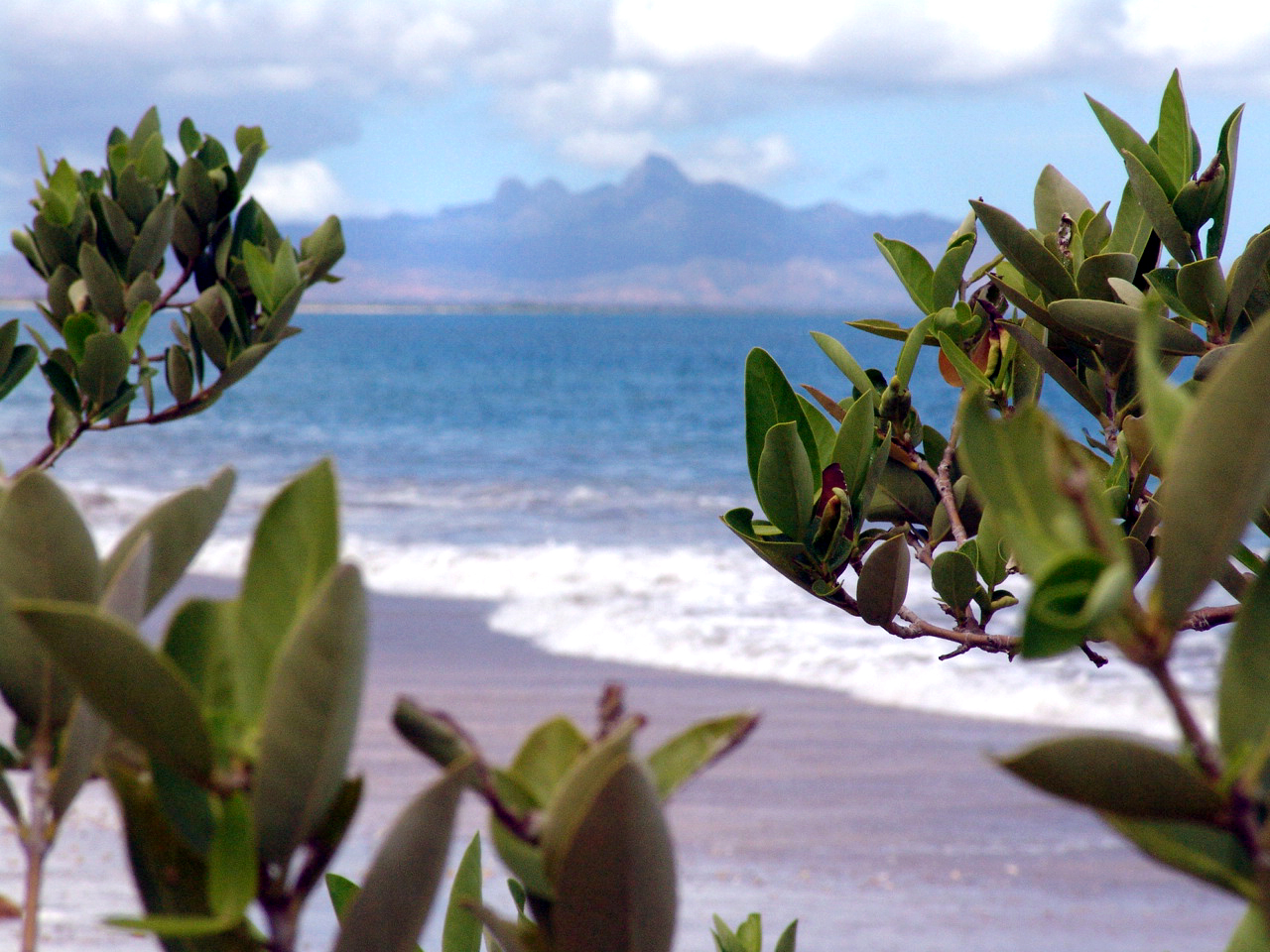
La Guardia, Isla Margarita
Straßenszene in Porlamar
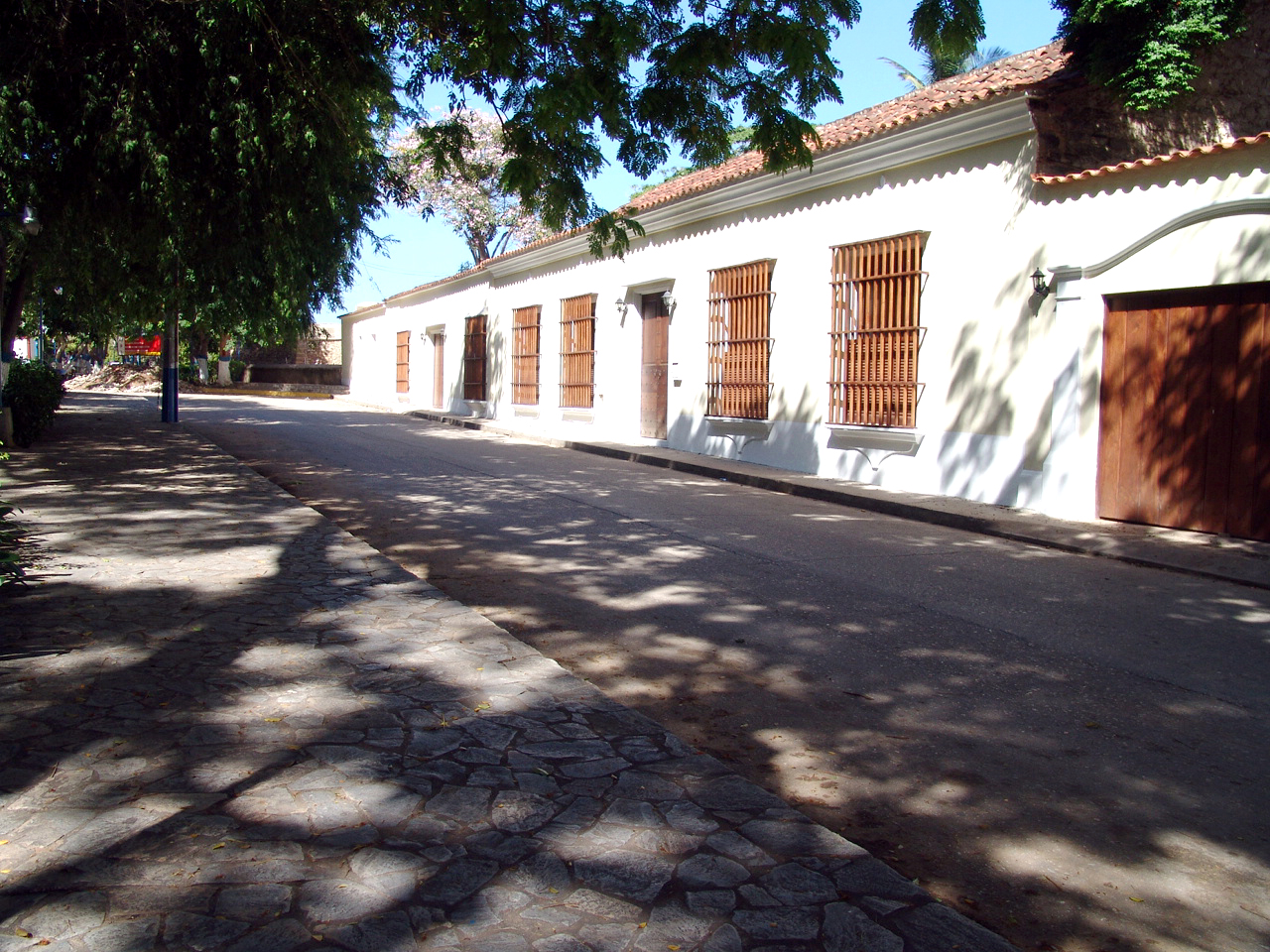
Straßenszene in Pampatar

## Klimatabelle
|                       | Jan  | Feb  | Mär  | Apr  | Mai  | Jun  | Jul  | Aug  | Sep  | Okt  | Nov  | Dez  |   |       |
| Mittl. Tagesmax. (°C) | 31,0 | 31,8 | 32,9 | 33,3 | 33,8 | 32,9 | 32,6 | 34,5 | 34,0 | 34,2 | 32,9 | 31,9 | ⌀ | 33    |
| Mittl. Tagesmin. (°C) | 22,2 | 21,9 | 22,3 | 23,3 | 24,0 | 23,7 | 23,4 | 24,3 | 24,6 | 24,6 | 23,9 | 23,0 | ⌀ | 23,4  |
|                       |      |      |      |      |      |      |      |      |      |      |      |      |   |       |
| Niederschlag (mm)     | 36,5 | 28,7 | 7,7  | 12,9 | 11,9 | 34,5 | 51,6 | 61,3 | 34,8 | 37,3 | 62,7 | 68,9 | Σ | 448,8 |
|                       |      |      |      |      |      |      |      |      |      |      |      |      |   |       |
| Regentage (d)         | 10   | 8    | 5    | 3    | 4    | 9    | 12   | 10   | 6    | 7    | 11   | 13   | Σ | 98    |

| 22,2 |

| 21,9 |

| 22,3 |

| 23,3 |

| 24,0 |

| 23,7 |

| 23,4 |

| 24,3 |

| 24,6 |

| 24,6 |

| 23,9 |

| 23,0 |

| 22,2 |

| 21,9 |

| 22,3 |

| 23,3 |

| 24,0 |

| 23,7 |

| 23,4 |

| 24,3 |

| 24,6 |

| 24,6 |

| 23,9 |

| 23,0 |